# Dlouhé
Dlouhé település Csehországban, a Žďár nad Sázavou-i járásban. Dlouhé Bobrová, Radešínská Svratka, Křídla, Nová Ves u Nového Města na Moravě, Račice és Zvole településekkel határos. Lakosainak száma 257 fő (2024. január 1.).

## Népesség
A település lakosságának változását az alábbi diagram mutatja:
| Lakosok száma | 459  | 398  | 380  | 293  | 300  | 270  | 267  | 255  | 256  | 257  |
|               | 1869 | 1890 | 1921 | 1950 | 1980 | 2001 | 2017 | 2019 | 2022 | 2024 |